# Turnerbund Essen-Frintrop 1903
Mit knapp 1000 Mitgliedern (laut Mitgliederhebung zum 1. Januar 2018) ist der 1903 gegründete Turnerbund Essen-Frintrop 1903 e.V. einer der größten Vereine in Essen. Der Verein ist im Ortsteil Essen-Frintrop im Essener Nordwesten ansässig und verfügt über eine eigene Infrastruktur.

## Geschichte
Der Verein wurde im Herbst 1903 in Frintrop (Gemeinde Borbeck, heute Essen) in der Gaststätte Voßkühler gegründet. Der Verein entwickelte sich über die Jahre aus einem reinen Sportverein zu einem Mehrspartenverein mit 26 Abteilungs- und Gruppenangeboten im Jahr 2011. Zu den größten Abteilungen gehören die Frauenabteilung, die Jiu-Jitsu-Abteilung und die Tennisabteilung.
Seit dem 8. Juni 2018 ist Rainer W. Seck Ehrenvorsitzender des Turnerbund Essen-Frintrop 1903 e.V.

## Sportstätten
Der Turnerbund Essen-Frintrop 1903 e.V. verfügt über zwei eigene Sportstätten.
- Werkhausenstraße 16: Vereinsheim mit Geschäftsstelle und Außensportanlage sowie Gymnastik- und Fitnessraum
- Schemmannsfeld 27: Tennisanlage mit fünf Außenplätzen und Clubheim

Des Weiteren hat der Verein die eigenverantwortliche Nutzung für die Sporthallen Helmstraße 5 und Unterstraße 67.

## Sportangebot
Das Angebot des Turnerbundes umfasst eine Abenteuer-Breitensportgruppe, Badminton (Hobbygruppe für Erwachsene), Basketball (Hobbygruppe für Erwachsene), Bodystyling, BOP – Bauch-Oberschenkel-Po, Breitensport für Herren, C-Gymnastik, Freizeitgruppe, Gerätturnen, Gymnastik für Frauen, Jedermannsport, Jiu Jitsu, Kinderturnen, Lauftreff, Leichtathletik, Nordic-Walking, Mutter-Kind-Turnen, Radfahren, Seniorensport „Fit im Alter“, Skigymnastik, Tennis, Trampolin, Volleyball (Hobbygruppe), Walking und Wirbelsäulengymnastik.

## Erfolge
- Trampolin-Mannschaft: Deutscher Vizemeister 1980
- Jiu Jitsu: zahlreiche Deutsche Meistertitel und Weltmeistertitel seit 1986